# 魅影奇侠 (杂志)

1939年7月15日杂志封面，格雷夫斯·格拉德尼绘

《魅影奇侠》（英語：The Shadow）是斯崔特与史密斯出版社1931至1949年出版的美国纸浆杂志，每期都有一部同名系列小说，取材出版社《侦探小说杂志》系列短篇小说经广播节目播出创造的神秘犯罪克星。广播节目台词“人心邪恶谁知晓？魅影奇侠明秋毫”促使听众在报摊询问是否有卖“魅影奇侠杂志”，反过来推动出版商确信根据单个人物发行杂志也能热卖。主编弗兰克·布莱克威尔同意请沃尔特·吉布森创作该系列第一部长篇小说《活着的魅影奇侠》，在1931年4月的创刊号发表。
杂志非常热销，很快从季刊改成月刊，后又调为半月刊。约翰·纳诺维奇1932年获聘主编，他和吉布森、出版社业务经理亨利·拉尔斯顿开会划定主打小说大致情节。前几年所有魅影奇侠小说均为吉布森执笔，30年代中期开始协助的西奥多·廷斯利贡献近30部。二战纸张短缺迫使出版社把杂志缩减至文摘规格。纸浆杂志史学家认为《魅影奇侠》刊登的小说质量在30年代过后下滑。1946年与出版社发生合同纠纷后吉布森不再为杂志撰文，布鲁斯·艾略特接手，后者笔下的魅影奇侠基本只是背景人物，书迷评价很差。吉布森1948年回归，但1949年斯崔特与史密斯就中止纸浆杂志发行，1949年秋季号为《魅影奇侠》最后一期。
《魅影奇侠》热卖影响很大，单人物纸浆杂志如雨后春笋，每期都以杂志主角小说主打。崔特与史密斯很快推出《萨维奇博士》，其他出版社发行《蜘蛛客》、《幽灵侦探》，还有西部或科幻题材作品。

## 出版史
纽约斯崔特与史密斯出版社1915年推出《侦探小说杂志》，是史上首部专门刊登一种体裁作品的纸浆杂志。哥伦比亚广播公司1930年开播实际长半小时的广播节目《侦探小说一小时》，脚本根据《侦探小说杂志》作品改编。剧作家哈里·英格曼·查洛特提议节目以神秘人物视角解说。1930年7月31日，播音员詹姆斯·拉科托在首期节目念出台词“人心邪恶谁知晓？魅影奇侠明秋毫”。拉科托数周后为出演百老汇剧作退出节目录制，弗兰克·雷迪克接手。节目只持续一年，促使听众在报摊询问是否有卖“魅影奇侠杂志”，他们实际想买的是《侦探小说杂志》，但斯崔特与史密斯马上发现商机。
斯崔特与史密斯业务经理亨利·拉尔斯顿相信，市场需求说明单个人物足以支撑杂志发行。这在廉价小说时代就有尼克·卡特、弗兰克·梅里威尔等先例，但在纸浆杂志领域尚属空白。拉尔斯顿还担心其他出版商以类似人物发行杂志分一杯羹。他请《侦探小说杂志》主编弗兰克·布莱克威尔编撰《魅影奇侠》，还拿出尚未出版的尼克·卡特小说手稿:141。职业魔术师兼记者沃尔特·吉布森曾为人捉刀，1930年12月到办公室拜访布莱克威尔时恰好听到消息，说服编辑把改给小说的任务交给他。出版社承诺，只要创刊号热销就委聘吉布森继续创作至少三部长篇小说:45–52。此时距出版日期只剩两个月，吉布森当晚就在开往费城的火车上开始写作。
纸浆杂志史学家威尔·默里和罗伯特·温伯格认为，新杂志创刊号却不请人创作封面画作，而是再利用过去刊登的老封面，说明斯崔特与史密斯没抱多高期望。封面主体是面目阴狠的华人，身后是巨大的影子。纸浆杂志史学家罗恩·古拉特声称出版社当时只找到这一张带有阴影的画作，但原作人物身后其实一片漆黑，根本不是轮廓清晰的影子。:45–52吉布森为此不得不马上改写文稿增加华人角色。
创刊号标注日期1931年4月，主打小说署名“麦克斯韦·格兰特”乃吉布森杜撰，所有权归出版社，此后所有魅影奇侠系列小说无论是否吉布森创作都署此名。杂志原计划为季刊，第二期标识1931年7至9月，与创刊号一样卖到脱销，斯崔特与史密斯从第三期开始把杂志转为月刊，标为1931年10月号。如此持续一年后，《魅影奇侠》1932年10月转为半月刊，分别标识每月1号和15号。吉布森每月要写完两篇小说。出版社1932年4月委聘约翰·纳诺维奇主编杂志，他与拉尔斯顿、吉布森定期会晤规划情节。吉布森提供详细大纲，三人达成一致后由吉布森在定稿落实。写作任务实在太重，甚至导致吉布森手指流血。
杂志发行量迅速上涨至30万，对于史上所有纸浆杂志而言都是非常亮眼的成绩:285–296。1935年，拉尔斯顿与纳诺维奇开始改变小说风格，要求吉布森从以情节为中心改为以动作为卖点，同时决定请多一人创作，减轻吉布森的工作量。新作者西奥多·廷斯利的第一部作品发表在1936年11月1日刊，题为《危险伙伴》。此后七年，廷斯利共创作近30部魅影奇侠主打小说。
1943年，战时纸张短缺迫使出版社把《魅影奇侠》从纸浆杂志规格缩减至文摘规格。纳诺维奇在战争结束前离职，巴贝特·罗斯蒙德1944年6月接手。廷斯利也在这段时间离开，吉布森又需独力承担主打小说创作任务，但他同出版社发生合同纠纷，1946年8月号开始小说由布鲁斯·艾略特执笔。艾略特接手写作后杂志改为双月刊，但销量不见起色。纠纷解决后吉布森回归，作品在1948年8至9月号开始发表。1948年底黛西·培肯取代罗斯蒙特，还说服拉尔斯顿把已转为季刊的《魅影奇侠》改回纸浆杂志规格，1948年冬季刊开始生效。培肯告诉朋友，1948年冬《魅影奇侠》发行量上涨两成五，但此后杂志只持续三期，1949年夏季刊沦为绝响。斯崔特与史密斯同年停办绝大部分纸浆杂志，除《魅影奇侠》、《侦探小说杂志》外还有《西部小说杂志》、《萨维奇博士》等，决定把前程押在《小姐》等高档杂志上。消息在1949年8月公布，出版社解雇培肯，把她同父异母的妹妹兼助理编辑埃丝特·福特·罗宾逊留下，为培肯经手的《魅影奇侠》等杂志收尾。

## 内容与反响
| 《魅影奇侠》发行信息 | 《魅影奇侠》发行信息 | 《魅影奇侠》发行信息 | 《魅影奇侠》发行信息 | 《魅影奇侠》发行信息 | 《魅影奇侠》发行信息 | 《魅影奇侠》发行信息 | 《魅影奇侠》发行信息 | 《魅影奇侠》发行信息 | 《魅影奇侠》发行信息 | 《魅影奇侠》发行信息 | 《魅影奇侠》发行信息 | 《魅影奇侠》发行信息 |
| | 春                   | 春                   | 春                   | 夏                   | 夏                   | 夏                   | 秋                   | 秋                   | 秋                   | 冬                   | 冬                   | 冬                   |
| | 一                   | 二                   | 三                   | 四                   | 五                   | 六                   | 七                   | 八                   | 九                   | 十                   | 十一                 | 十二                 |
| --- | -------------------- | -------------------- | -------------------- | -------------------- | -------------------- | -------------------- | -------------------- | -------------------- | -------------------- | -------------------- | -------------------- | -------------------- |
| 1931 |                      |                      |                      | 1/1                  |                      |                      | 1/2                  | 1/2                  | 1/2                  | 1/3                  | 1/4                  | 1/5                  |
| 1932 | 1/6                  | 2/1                  | 2/2                  | 2/3                  | 2/4                  | 2/5                  | 2/6                  | 3/1                  | 3/2                  | 3/3、3/4             | 3/5、3/6             | 4/1、4/2             |
| 1933 | 4/3、4/4             | 4/5、4/6             | 5/1、5/2             | 5/3、5/4             | 5/5、5/6             | 6/1、6/2             | 6/3、6/4             | 6/5、6/6             | 7/1、7/2             | 7/3、7/4             | 7/5、7/6             | 8/1、8/2             |
| 1934 | 8/3、8/4             | 8/5、8/6             | 9/1、9/2             | 9/3、9/4             | 9/5、9/6             | 10/1、10/2           | 10/3、10/4           | 10/5、10/6           | 11/1、11/2           | 11/3、11/4           | 11/5、11/6           | 12/1、12/2           |
| 1935 | 12/3、12/4           | 12/5、12/6           | 13/1、13/2           | 13/3、13/4           | 13/5、13/6           | 14/1、14/2           | 14/3、14/4           | 14/5、14/6           | 15/1、15/2           | 15/3、15/4           | 15/5、15/6           | 16/1、16/2           |
| 1936 | 16/3、16/4           | 16/5、16/6           | 17/1、17/2           | 17/3、17/4           | 17/5、17/6           | 18/1、18/2           | 18/3、18/4           | 18/5、18/6           | 19/1、19/2           | 19/3、19/4           | 19/5、19/6           | 20/1、20/2           |
| 1937 | 20/3、20/4           | 20/5、20/6           | 21/1、21/2           | 21/3、21/4           | 21/5、21/6           | 22/1、22/2           | 22/3、22/4           | 22/5、22/6           | 23/1、23/2           | 23/3、23/4           | 23/5、23/6           | 24/1、24/2           |
| 1938 | 24/3、24/4           | 24/5、24/6           | 25/1、25/2           | 25/3、25/4           | 25/5、25/6           | 26/1、26/2           | 26/3、26/4           | 26/5、26/6           | 27/1、27/2           | 27/3、27/4           | 27/5、27/6           | 28/1、28/2           |
| 1939 | 28/3、28/4           | 28/5、28/6           | 29/1、29/2           | 29/3、29/4           | 29/5、29/6           | 30/1、30/2           | 30/3、30/4           | 30/5、30/6           | 31/1、31/2           | 31/3、31/4           | 31/5、31/6           | 32/1、32/2           |
| 1940 | 32/3、32/4           | 32/5、32/6           | 33/1、33/2           | 33/3、33/4           | 33/5、33/6           | 34/1、34/2           | 34/3、34/4           | 34/5、34/6           | 35/1、35/2           | 35/3、35/4           | 35/5、35/6           | 36/1、36/2           |
| 1941 | 36/3、36/4           | 36/5、36/6           | 37/1、37/2           | 37/3、37/4           | 37/5、37/6           | 38/1、38/2           | 38/3、38/4           | 38/5、38/6           | 39/1、39/2           | 39/3、39/4           | 39/5、39/6           | 40/1、40/2           |
| 1942 | 40/3、40/4           | 40/5、40/6           | 41/1、41/2           | 41/3、41/4           | 41/5、41/6           | 42/1、42/2           | 42/3、42/4           | 42/5、42/6           | 43/1、43/2           | 43/3、43/4           | 43/5、43/6           | 44/1、44/2           |
| 1943 | 44/3、44/4           | 44/5、44/6           | 45/1                 | 45/2                 | 45/3                 | 45/4                 | 45/5                 | 45/6                 | 46/1                 | 46/2                 | 46/3                 | 46/4                 |
| 1944 | 46/5                 | 46/6                 | 47/1                 | 47/2                 | 47/3                 | 47/4                 | 47/5                 | 47/6                 | 48/1                 | 48/2                 | 48/3                 | 48/4                 |
| 1945 | 48/5                 | 48/6                 | 49/1                 | 49/2                 | 49/3                 | 49/4                 | 49/5                 | 49/6                 | 50/1                 | 50/2                 | 50/3                 | 50/4                 |
| 1946 | 50/5                 | 50/6                 | 51/1                 | 51/2                 | 51/3                 | 51/4                 | 51/5                 | 51/6                 | 52/1                 | 52/2                 | 52/3                 | 52/4                 |
| 1947 | 52/5                 | 52/6                 | 52/6                 | 53/1                 | 53/1                 | 53/2                 | 53/2                 | 53/3                 | 53/3                 | 53/4                 | 53/4                 | 53/5                 |
| 1948 | 53/5                 | 53/6                 | 53/6                 | 54/1                 | 54/1                 | 54/2                 | 54/2                 | 54/3                 | 54/3                 | 54/4                 | 54/4                 | 54/4                 |
| 1949 | 54/5                 | 54/5                 | 54/5                 | 54/6                 | 54/6                 | 54/6                 | 55/1                 | 55/1                 | 55/1                 |                      |                      |                      |
| 最左侧为年份，上起第三行是月份，中间格子里的数字代表“卷号/期数”。按半月刊周期发行时一个格子内就有两组数据，其中上半月刊标识日期都是一号， 下半月标识15号。1947年最后一期双月刊是1947年12月至1948年1月，故两个格子内容相同。下划线代表杂志标为季刊（如“1949年秋”）而非月刊。格子背景色 代表不同主编。 弗兰克·布莱克威尔、朗·默里 约翰·纳诺维奇 查尔斯·莫兰 巴贝特·罗斯蒙德 威廉·德·格鲁奇 黛西·培肯 |                      |                      |                      |                      |                      |                      |                      |                      |                      |                      |                      |                      |

《魅影奇侠》开创单人物纸浆杂志模式，引来许多杂志效仿。每期杂志刊登一篇涉及该人物的主打中长篇小说，还有内容无关的短篇小说。第一篇主打小说题为《活着的魅影奇侠》，开头是年青人打算自杀，关键时刻被“头戴宽边毡帽且向下完全挡住面部”的陌生人所救。年青人宣誓效忠四处打击犯罪的神秘救命恩人，成为魅影奇侠征程上的助手。第二篇小说《魅影奇侠之眼》透露魅影奇俠真实身份是大富翁拉蒙特·克兰斯顿，但出版社决定保留神秘氛围，故在第三部小说《魅影奇侠的笑声》提示神秘主角只是偶尔假扮克兰斯顿，真实姓名始终不明:285–296。吉布森在后续小说暗示魅影奇侠曾在第一次世纪大战时当间谍等过往，直到1937年才提示他的真名叫肯特·阿拉德。魅影奇侠枪法高超且善于推理，拥有魔術、催眠等技能。吉布森创作早期甚至赋予人物超能力，如罪犯只要看到他的脸就会死，但身份揭露后这种能力消失。魅影奇侠的对手都很强大，警察基本无力对抗，这种强大偶尔还有科幻色彩，其中掌握死光的大反派就不止一期，反派甚至可能是机器人或超自然力量。据默里与温伯格估算，约25篇小说带有科幻色彩，按比例在吉布森笔下只占少数，但考虑独立创作已经非常多。
许多小说还有常见人物登场，如魅影奇侠的青年助手哈利·文森特、投资经纪人拉特利奇·曼、蒙冤入狱的克利夫·马斯兰、记者克莱德·伯克、警探乔·卡多纳:45–52。
默里认为，吉布森是《魅影奇侠》系列小说吸引并令读者流连忘返的关键，特别是他笔下恢弘的背景、丰富的人物、复杂高妙的情节设计，在不同类别情节间切变的能力。吉布森的作品多年来质量参差不齐，默里认为1941年后的小说“炒冷饭、有时死气沉沉，甚至无意间模仿过去的作品”。纸浆杂志史学家埃德·赫斯指出，书迷认为杂志的黄金时代从1934年开始，赫斯本人觉得1935年最好，许多读者最喜欢这年12月1日刊登的《泽巴》，赫斯最喜欢4月1日杂志刊载的《林戈》。他和默里都认为小说品质在20世纪40年代初下滑，但趋势是在1937年人物身份揭秘之际开始。:285–296纸浆杂志史学家李·赛尔弗认为吉布森对魔术和魔术史非常了解，是创作魅影奇侠系列小说的完美人选：“这些小说就像大师级魔术师的舞台演出，充满各种阴谋诡计、突然死亡的威胁、始终保持神秘气氛”。古拉特声称作者早期创作稍嫌过火，小说包括的计谋和意外太多，对魅影奇侠本人描绘不足：“效果就像充满各种手段但却没有明星魔术师的魔术表演”:45–52。
与吉布森相比，廷斯利的作品暴力、色情比例更重，不过默里认为廷斯利创作早期基本是在模仿吉布森风格。默里称廷斯利创作的《撒旦签名》对斯崔特与史密斯而言“突破禁忌”太多，不敢在《魅影奇侠》发表，最后作者改掉魅影奇侠情节，在出版社的《线索》杂志发表。赫斯声称纸浆杂志忠实读者对艾略特执笔的15部魅影奇侠小说评价很差，“而且他们完全有理由轻视”。这些小说篇幅短小，主角由魅影奇侠变成拉蒙特·克兰斯顿。另据赫斯记载，主编罗斯蒙德“不喜欢英雄小说”，故将艾略特的作品放在杂志靠后版面。:285–296古拉特觉得魅影奇侠在艾略特笔下“不那么耸人听闻……显然是想给予人物全新演绎”:45–52。
每期杂志刊登多部短篇侦探小说，作者如弗兰克·格鲁伯、诺曼·丹尼尔斯、约翰·麦克唐纳。杂志还有定期来信与俱乐部专栏。除创刊号外，前四期杂志封面由杰罗姆·罗森供图；1932年1月起杰罗姆的兄弟乔治·罗森接手，成为《魅影奇侠》杂志最有名的封面画家。据称，斯崔特与史密斯美术副主编比尔·劳勒是魅影奇侠的人物原型，在办公室留有斗篷和帽子:45–52。1938至1941年格雷夫斯·格拉德尼经常为杂志供稿，发表封面70幅。内页插图早年大多由汤姆·罗威尔绘，随后是艾德·卡地亚、厄尔·玛雅，二战时保罗·奥班接手。卡地亚战后回归，奥班为最后几期创作插图:45–52。
《魅影奇侠》是史上首部“英雄纸浆杂志”，每期均以英雄人物小说主打，杂志热卖影响很大。斯崔特与史密斯1933年推出冒险体裁杂志《萨维奇博士》，其中包括大量科幻情节。其他出版社为分一杯羹迅速入场：标准杂志社1933年2月发行《幽灵侦探》，流行出版社同年十年推出《蜘蛛客》，同样取材打击犯罪的神秘侠客:60–63:317。此后几年其他体裁也有单人物纸浆杂志问世，如斯崔特与史密斯的西部杂志《皮特·赖斯杂志》、更佳出版社科幻杂志《未来队长》:308, 326–327。

## 书目详细信息
斯崔特与史密斯出版社1931年4月至1949年夏共发行325期《魅影奇侠》。首位主编是弗兰克·布莱克威尔，朗·默里协助。约翰·纳诺维奇1932年4月接手至1943年11月。查尔斯·莫兰1943年12月接手，至1944年5月只经手五期就由巴贝特·罗斯蒙德取代。罗斯蒙德走人后威廉·德·格鲁奇仅主编1948年8至9月号一期，此后1948年冬至1949年秋共四期由黛西·培肯负责。
杂志均为128页，1943年12月至1948年9月为文摘规格，其他是纸浆规格。杂志初步定价十美分，1943年4月涨到15美分，1947年2至3月号再涨至25美分。卷号始终保持规则，每卷六期，最后一期为55卷首期。前两期标识日期分别是1931年4月、1931年7至9月，此后从1931年10月至1932年9月改为月刊。1932年10月起改半月刊，标识日期分别是每个月1和15号直至1943年3月1日。1943年4月杂志恢复月刊周期并坚持到1947年1月，随后转双月刊，1948年秋至1949年夏的最后一期为季刊。杂志名原为《魅影奇侠，侦探杂志》，两期后改为《魅影奇侠，侦探月刊》，但再坚持两期又从1931年12月起微调为《魅影奇侠侦探月刊》。杂志接下来转为半月刊，1932年10月更名《魅影奇侠杂志》。1937年8月15日，书名简化成《魅影奇侠》。1947年2至3月杂志更名《魅影奇侠之谜》并持续十期；1948年秋至1949年夏的最后四期又改回《魅影奇侠》。
《魅影奇侠》刊登的许多小说后来重印，1964年开始又有新作面世。人物还在漫画和电影露面，如1994年电影《魅影奇侠》便由艾力·寶雲诠释标题人物。